# 1900 год в истории метрополитена
В этой статье перечисляются основные  события из истории метрополитенов в 1900 году. Полужирным шрифтом выделены открытия новых транспортных систем.

## События
- 27 июня — в Лондоне открыта Железная дорога центрального Лондона, позднее переименованная в Центральную линию Лондонского метро.
- 19 июля — к Всемирной выставке и Олимпийским играм открыта первая линия Парижского метрополитена, старейшего во Франции.